# إدي لويس
إدي لويس (بالإنجليزية: Eddie Lewis)‏ هو لاعب كرة قدم أمريكية أمريكي، ولد في 15 ديسمبر 1953 في موبيل في الولايات المتحدة.

## وصلات خارجية
- إدي لويس على موقع مرجع كرة القدم المحترفة.كوم (الإنجليزية)